# Месопотамская низменность
Месопота́мская ни́зменность — низменность между плато Аравийского полуострова и предгорьями хребтов Загроса и Таврских гор. Расположена главным образом в Ираке и Кувейте, частично в Иране и Сирии.
Протяжённость в северо-западном направлении составляет более 900 км, ширина — до 300 км. Рельеф образован наносами рек Тигр, Евфрат, Карун и их притоков. Поверхность плоская, высоты не превышают 100 м. Низменность образовалась в глубоком тектоническом прогибе на краю Аравийской платформы, заполненном палеозойскими и мезокайнозойскими отложениями общей мощностью 12—15 км. Здесь находятся крупнейшие месторождения нефти, природного газа, серы и каменной соли.
Климат на севере субтропический, на юге — тропический, пустынный. Средняя температура января на юге — 11 °C, августа — 34 °C. Летом температура может доходить до 50 °C. Количество осадков составляет 100—200 мм в год. На территории низменности расположен ряд мелководных солёных и пресных озёр. Распространены солончаки, болота, озёра, песчаные пустыни. Вдоль рек — галерейные леса и заросли тростника.
Месопотамская низменность — колыбель древних цивилизаций, со времён которых здесь существуют поливное земледелие и ирригационные системы. Также население занимается кочевым скотоводством. На территории низменности находятся города Багдад, Басра, Абадан.